# سایش
سایش (به انگلیسی: Wear) فرسایش یک سطح جامد ناشی از تماس با سطحی دیگر است. این فرایند در اثر تماس مکانیکی دو سطح با یکدیگر رخ می‌دهد.
سایش, عبارت است از کاهش تدریجی ماده از سطح جسمی که نسبت به جسم دیگر حرکت نسبی دارد. لذا از بین رفتن تدریحی سطوح فلزی در شرایط کاری, معمولا به پدیده سایش نسبت داده می شود. عواملی همچون متغيرهاي متالورژيكي نظير سختي ، چقرمگي وساختار ميكروسكوپي و تركيب شيميايي و همچنین  مواد در حال تماس ( نظير ساينده ها و مشخصات آنها ) نوع و روش بارگذاري ،سرعت ، دما ، زمان ، خشونت سطحي ، روانكاري و خوردگي بروی پدیده سایش تاثییر گذار هستند

## مقاومت به سایش
بدلیل ماهیت سایش، روش جامعی برای سنجش مقاومت به سایش مواد باشنده نیست. ASTM استانداردی بر مبنای مقدار حجم کاسته‌شده از ماده را برای مقاوم‌سنجی ماده به سایش پیشتهاد داده‌است. در نظرگرفتن حجم کاسته‌شده بجای جرم، معیار دقیق‌تری‌ست به ویژه هنگامیکه مقایسه مقاومت به سایش چند ماده با چگالی‌های متفاوت مد نظر باشد. به عنوان مثال، کاهش 14 گرمی نمونه‌ای از جنس کاربید تنگستن+کبالت (با چگالی 14000 kg/m³) در مقایسه با کاهش وزن 7/2 گرمی نمونه هم اندازه دیگری از آلومینیوم (با چگالی  2700 kg/m³) مقاومت به سایش یکسانی (1 cm³) را نتیجه خواهد داد.
سایش همانند خزش و خستگی از فرایندهایی‌ست که باعث تخریب و ناکارآمدی ماده پس از مدت زمانی است. اما تفاوت سایش درین‌ست که ماده دیگر قابل استفاده دوباره نیست و ازینرو هزینه‌های مرتبط با سایش در صنعت بالاست.
رابطه آرکارد به صورت کلاسیک برای پیش‌بینی زمان سایش بکار می‌رود.

## مراحل سایش

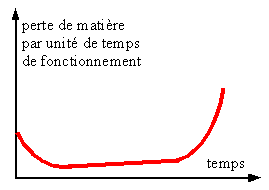
مرحله‌های سایش

به‌طور کلی می‌توان سه مرحله برای سایش در نظر داشت:
- مرحله نخست که سرعت سایش بالاست.
- مرحله دوم که در آن سایش با سرعتی ثابت ادامه دارد. بیشتر عمر کاری ماده در این مرحله است.
- مرحله سوم که در آن در اثر سایش زیاد نمونه در مرحله‌های پیشین، مقاومت ماده کم شده سایش به آسانی و سرعت بالا ماده را نابود می‌سازد.

افزایش دما و سرعت کرنش و سرعت تماس‌های مکانیکی مرحله دوم را کوتا تر کرده و تمایل ماده به ادغام مرحله‌های نخست و سوم را می‌افزاید.

## انواع مکانیزم های سایش
1- سایش خراشان( Abrasive wear)
سایش خراشان زمانی رخ می‌دهد که یک سطح سخت و زبردر مقابل یک سطح نرم تر می لغزد. ASTM International سایش خراشان را کاهش جرم مواد به سبب حرکت ذرات سخت در سطح لغزش تعریف می‌کند .سایش خراشان بر اساس نوع تماس و محیط تماس طبقه بندی می‌شود .
نهایتاً نوع تماس مشخص‌کننده نوع سایش خراشان است ،دو نوع سایش خراشان عبارتند از دو جسمی و سه جسمی .
- سایش خراشان دو جسمی زمانی رخ می‌دهد که ساینده‌ها یا ذرات سخت ماده را از سطح مقابل جدا می‌کنند همانند جدا شدن ذرات توسط برش یاایجاد شیار .
- سایش خراشان سه جسمی زمانی رخ می‌دهد که ذرات می‌توانند آزادانه روی سطح بلغزند.

2- سایش چسبان (Adhesive wear)
سطوح قطعات که توسط فرایندهای مختلف تولید می‌شوند کاملاً صاف نبوده بنابراین درگیری قطعات با یکدیگر در نقاط خاصی صورت می‌گیرد که تنش‌های زیادی در آن قسمت‌ها ایجاد می‌کند که موجب تغییر شکل پلاستیکی و ایجاد اتصالات موضعی می‌شود. این سایش موقعی رخ می‌دهد که لغزش موضعی بین دو سطح درگیر موجب گسیختگی اتصال و نهایتاً انتقال ماده از یک سطح به سطح دیگر شود .گسیختگی اتصالات در فصل مشترک یا در حالت حاد تر در عمقی از محل اتصال  به‌طور مداوم صورت می‌گیرد .
نکته : اگر گسیختگی در سطح تماس اولیه باشد استحکام برشی محل اتصال کمتر از استحکام هر دو ماده درگیر می‌باشد  چنانچه گسیختگی در لایه زیرین صورت گیرد استحکام برشی محل اتصال بیشتر است و در این حالت انتقال ماده از یک سطح به سطح دیگر وجود دارد .هرچه گسیختگی در لایه زیرین صورت گیرد استحکام برشی محل اتصال بیشتر است و در این حالت انتقال ماده از یک سطح به سطح دیگر وجود دارد که در حالت دوم به سایش چسبان می‌رسیم.
3- سایش خستگی سطحی (Surface fatigue wear )
در این پروسه سطح ماده توسط بارگذاری سیکلیک تضعیف می‌شود که یک نوع مرسوم از خستگی است. سایش خستگی زمانی ایجاد می‌شود که ذرات سایش توسط رشد سیکلیک میکرو ترک روی سطح جدا شده‌اند.این میکرو ترک‌ها می‌توانند هم زیر سطح باشتد و هم superficial  .و  این سایش را می‌توان با تشکیل ترک و جدا شدن ماده از سطح به علت اعمال نیروهای متناوب تکراری ایجاد کرد  .